# Saccocirridae
Saccocirridae zijn een familie van borstelwormen (Polychaeta).

## Geslachten
- Pharyngocirrus Di Domenico, Martínez, Lana & Worsaae, 2014
- Saccocirrus Bobretzky, 1872